# Viranşehir

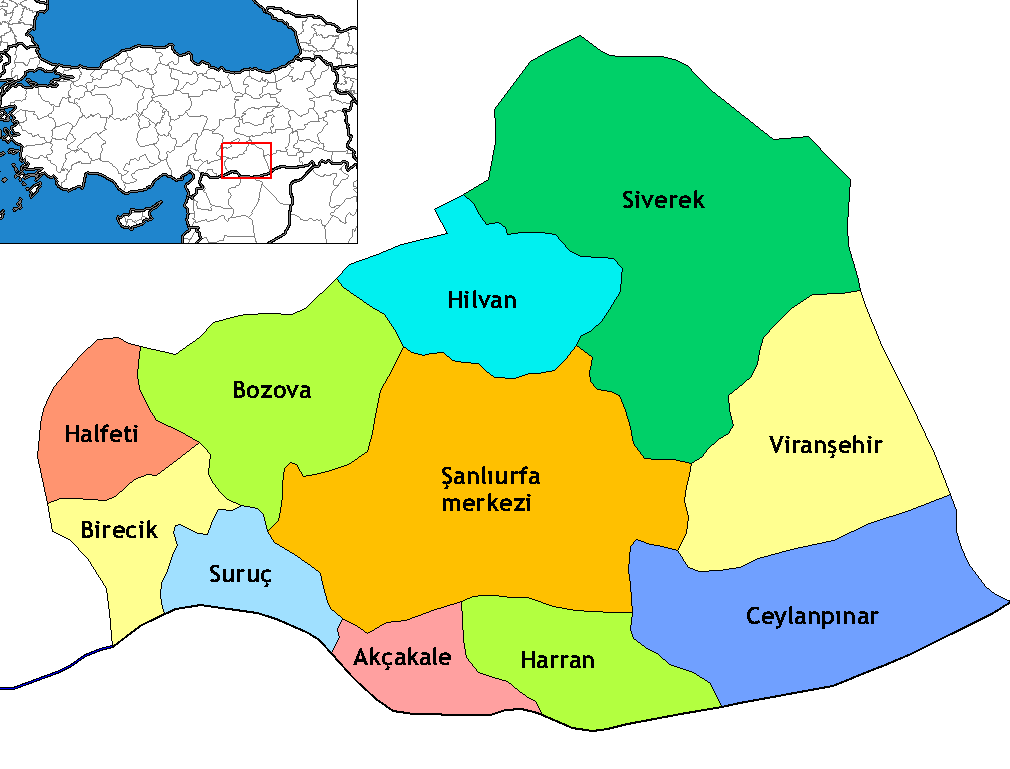
Situación de Viransehir dentro de los distritos de la provincia de Sanliurfa.

Viransehir o  Viranşehir (en kurdo: Wêranşar) es una ciudad de mercado que sirve a una zona de cultivo de algodón en la provincia de Şanlıurfa, al sureste de Turquía, a 93 km al este de la ciudad de  Şanlıurfa y a 53 al noroeste de la frontera siria en Ceylanpınar. En la Antigüedad tardía, era conocida como Constantina o Constantia (en griego: Κωνσταντίνη, Konstantíni) por los romanos y bizantinos, y Tella por la población local asiria/siríaca, pero hoy está habitada predominantemente por etnias kurdas y árabes.

## Historia
El nombre Viranşehir, deriva del kurdo Wêranşar (وێرانشار), que significa "la ciudad en ruinas" y, de hecho, ha sido destruida repetidamente a lo largo de su historia.
Según el historiador bizantino Juan Malalas, la ciudad fue construida por el emperador romano Constantino I en el sitio de la antigua Maximianópolis, que había sido destruida por un ataque persa y un terremoto. Durante los siguientes dos siglos, fue un lugar importante en el Cercano Oriente romano/bizantino, jugando un papel crucial en las Guerras Romano-Persas del siglo VI como sede del dux Mesopotamiae (363–540). También fue un obispado, sufragáneo de Edesa. Jacobo Baradeo nació cerca de la ciudad y fuemonje en un monasterio cercano. La ciudad fue capturada por los árabes en 639.
La ciudad se convirtió en la base del estadista otomano de origen kurdo Ibrahim Pachá, jefe de la tribu kurda de Milan a finales del siglo XIX. A partir de 1891, Ibrahim Pachá dirigió varios regimientos tribales de caballería ligera promocionadas por el estado conocidas como las Brigadas Hamidiye. Disfrutó del favor del sultán Abdul Hamid II, y también extendió su protección a las poblaciones cristianas locales; unas seiscientas familias que se establecieron en el distrito a principios de 1900. El espía y diplomático británico Mark Sykes afirmó que Ibrahim Pachá también habría salvado a unos diez mil cristianos de las masacres de la década de 1890. La historiadora Janet Klein ha escrito que 'en vísperas de la Revolución de los Jóvenes Turcos, Ibrahim Pasha fue una de las figuras más poderosas de todo Kurdistán'. Sin embargo, después de la revolución, Ibrahim Pachá ya no pudo contar con el apoyo del palacio. Murió el 27 de septiembre de 1908 de disentería, perseguido por las tropas otomanas cerca de Nusaybin.
En vísperas de la Primera Guerra Mundial, la población armenia de Viranşehir era de 1.339. El kaimakam de la ciudad aparentemente se opuso a las órdenes de atacar esta población en mayo de 1915, pero las órdenes de la superioridad finalmente prevalecieron, y toda la población fue asesinada o enviada a Ras al-'Ayn.